# Carly Rae Jepsen
Carly Rae Jepsen (Mission, 21. studenoga 1985.) kanadska je pjevačica, kantautorica i glazbenica. Prvi je put stekla pozornost medija nakon što je 2007. osvojila treće mjesto u petoj sezoni emisije Canadian Idol. Narodnom glazbom nadahnut debitantski studijski album Tug of War objavila je 2008. u Kanadi i tri godine poslije diljem svijeta.
Proslavila se 2012. singlom „Call Me Maybe”, koji je prodan u više od 18 milijuna primjeraka i koji je tako postao najprodavaniji singl te godine. Dosegao je prvo mjesto glazbenih ljestvica u dvadesetak država i osigurao joj je ugovore s izdavačima Schoolboy Records i Interscope Records. Njezin drugi studijski album Kiss izdan je u rujnu te godine i sadrži singl „Good Time” na kojem gostuje Owl City. Taj je album ušao u prvih deset mjesta glazbenih ljestvica u Kanadi i SAD-u. Godine 2014. prvi je put nastupila na Broadwayu; dvanaest je tjedana glumila Pepeljugu u istoimenom mjuziklu. Iduće je godine objavila treći studijski album Emotion, nadahnut glazbom iz osamdesetih godina 20. stoljeća, dance-popom i synthpopom. S tog su uratka objavljeni singlovi „I Really Like You”, „Your Type” i „Run Away with Me”. Godine 2016. pojavila se u posebnoj televizijskoj emisiji Grease: Live i posudila je svoj glas liku Odette u animiranom filmu Balerina i Viktor. Godine 2019. s Gryffinom je objavila singl „OMG”, koji je dosegao prvo mjesto na ljestvici Dance Club Songs, i četvrti studijski album Dedicated, s kojeg su objavljeni singlovi „Party for One”, „Now That I Found You” i „No Drug Like Me”. Odbačene pjesme s tog uratka objavila je iduće godine na albumu Dedicated Side B. Šesti studijski album The Loneliest Time, s kojeg su objavljeni singlovi „Western Wind”, „Beach House” i „The Loneliest Time”, na kojem je surađivala s Rufusom Wainwrightom, objavljen je u listopadu 2022., a popratni album The Loveliest Time izdan je u srpnju 2023.
Osvojila je tri nagrade Juno, tri Billboardove glazbene nagrade i nagradu Allana Slaighta, a nekoliko je puta bila nominirana i za Grammy te nagrade MTV Video Musica, Polaris i People's Choice.

## Rani život
Rođena je 21. studenoga 1985. u Missionu. Drugo je dijete Alexandre i Larryja Jepsena. Danskih je, engleskih i škotskih korijena. Ima starijeg brata Colina i mlađu sestru Katie. Pohađala je srednju školu Heritage Park i u to se vrijeme počela zanimati za mjuzikle; glumila je u učeničkim inačicama mjuzikala Annie (u naslovnoj ulozi), Briljantin (u ulozi Sandy Olsson) i  The Wiz (u ulozi Dorothy Gale). Njezini su roditelji, očuh i maćeha učitelji i stoga je razmišljala i o tome da postane učiteljica glazbenog. Prijavljivala se za upis na glazbene studijske programe, među kojima su bili programi u ponudi Sveučilišta Capilano i Sveučilišta Britanske Kolumbije, ali joj je učiteljica glume u srednjoj školi savjetovala da se prijavi za upis na Kanadski koledž izvedbenih umjetnosti u Victoriji i postala je jedna od dvadeset i pet studentica kojima je 2004. odobren upis na godišnji program.
Nakon završetka studija Jepsen se preselila na zapad Vancouvera i, između ostalog, radila kao konobarica, slastičareva pomoćnica i pipničarka, a u slobodno je vrijeme pisala pjesme.

## Karijera

### 2007. – 2010.:Canadian IdoliTug of War
Godine 2007. srednjoškolska učiteljica glume nagovorila ju je da se prijavi na Canadian Idol. Na audiciji je izvela svoju pjesmu „Sweet Talker”. Na natjecanju je osvojila treće mjesto, što je naknadno proglasila najboljim mogućim ishodom. Njezin demo privukao je pozornost glazbenog menadžera Jonathana Simkina, koji joj je te godine pomogao sklopiti ugovor sa 604 Recordsom. U lipnju 2008. objavila je prvi singl „Sunshine on My Shoulders”, obradu pjesme Johna Denvera. Njezin debitantski studijski album Tug of War objavljen je u rujnu 2008. i u Kanadi je prodan u 10 000 primjeraka. Singlovi „Tug of War” i „Bucket” ušli su u prvih četrdeset mjesta na ljestvici Canadian Hot 100; Jepsen je dobila dvije zlatne ploče za njih jer je svaki od njih prodan u više od 40 000 primjeraka. „Sour Candy”, duet s Joshem Ramsayjem iz sastava Marianas Trench, objavljen je kao posljednji singl. Godine 2009. Jepsen je otišla na turneju po zapadnoj Kanadi s Marianas Trenchem i Shiloh.

### 2011. – 2014.:CuriosityiKiss
U ljeto 2011. Jepsen je snimila pjesme za drugi studijski album s Joshem Ramsayjem, Ryanom Stewartom i Tavishem Croweom. Pjesma „Call Me Maybe”, koju je napisala s Croweom, objavljena je u rujnu te godine. Tu je skladbu podržao kanadski pop-pjevač Justin Bieber, zbog čega je njegov menadžer Scooter Braun potaknuo Jepsen da sklopi ugovor s njegovom diskografskom kućom Schoolboy Records i većim izdavačem Interscope Records. „Call Me Maybe” dosegla je prvo mjesto na ljestvici Canadian Hot 100, čime je Jepsen postala četvrta kanadska glazbenica koja je dosegla vrh te ljestvice. Pjesma je u SAD-u devet tjedana provela na vrhu ljestvice Billboard Hot 100, zbog čega ju je časopis Billboard proglasio pjesmom ljeta. Postala je najprodavaniji singl 2012. i dosegla je prvo mjesto na ljestvicama u devetnaest država. U Ujedinjenom Kraljevstvu postala je drugi najprodavaniji singl te godine. Skladba se pojavila se na Jepseninu EP-u Curiosity, koji je u Kanadi objavljen u veljači 2012. Nakon uspjeha „Call Me Maybe” Jepsen je snimila duet „Good Time” s Owl Cityjem, koji je objavljen u rujnu 2012. i koji je ušao u prvih deset mjesta na kanadskoj i američkoj ljestvici singlova.
Njezin drugi studijski album Kiss izdan je u rujnu 2012. te sadrži singlove „This Kiss” i „Tonight I'm Getting Over You”. Ušao je u prvih deset mjesta ljestvica albuma u Australiji, Ujedinjenom Kraljevstvu, Kanadi i Sjedinjenim Državama. Jepsen je iste godine postala predstavnica i manekenka robne marke Wet Seal i pojavila se u prvoj epizodi pete sezone serije Novi klinci s Beverly Hillsa. Na dodjeli Billboardovih glazbenih nagrada te godine Jepsen je postala prva Kanađanka koja je osvojila nagradu za zvijezdu u usponu, a pjesma „Call Me Maybe” bila je nominirana za Grammy za pjesmu godine i najbolju pop-soloizvedbu.
U siječnju 2013. postala je predstavnica robne marke Candie's, koju je ponovno reklamirala u srpnju 2013. Na dodjeli nagrada Juno za album Kiss osvojila je nagrade za album godine i pop-album godine, a za „Call Me Maybe” osvojila je nagradu za singl godine. U lipnju 2013. Kiss: The Remix, kompilacijski album koji sadrži remiksane i instrumentalne inačice singlova s Kissa, objavljen je u Japanu i dosegao je 157. mjesto na tamošnjoj ljestvici albuma. U lipnju 2013. Jepsen je otišla na turneju The Summer Kiss Tour po Sjevernoj Americi i Aziji; turneja je trajala do listopada 2013.
U proljeće 2014. dvanaest je tjedana na Broadwayu igrala glavnu ulogu u mjuziklu Pepeljuga. U lipnju te godine osvojila je nagradu za međunarodno postignuće Društva kanadskih skladatelja, autora i izdavača glazbe; nagradu su osvojili i njezini suradnici Josh Ramsay i Tavish Crowe.

### 2015. – 2017.:Emotioni ostali projekti
U ožujku 2015. Jepsen je objavila „I Really Like You”, prvi singl s njezina trećeg studijskog albuma. Taj singl, za koji je snimljen spot u kojem je glumac Tom Hanks otvarao usta na zvučnu projekciju, dosegao je četrnaesto mjesto u Kanadi i ušao je u prvih pet mjesta u Ujedinjenom Kraljevstvu. Treći studijski album Emotion objavljen je tri mjeseca poslije. Premda nije bio uspješan kao Kiss, dobio je pohvale kritičara, stekao je kultni status i privukao je zreliju publiku. Dosegao je osmo mjesto u Kanadi i šesnaesto mjesto na američkoj ljestvici Billboard 200. Na tom je uratku Jepsen surađivala s Rostamom Batmanglijem, Sijom, Devom Hynesom, Gregom Kurstinom i Arielom Rechtshaidom. Drugi singl „Run Away with Me” objavljen je u srpnju 2015. U studenome 2015. otišla je na promidžbenu turneju Gimmie Love Tour. Iste je godine gostovala na novoj inačici Bleachersove pjesme „Shadow” s albuma Terrible Thrills, Vol. 2 i objavila obradu pjesme „Last Christmas” sastava Wham!. U prosincu te godine snimila je tematsku pjesmu za Netflixovu seriju Punija kuća, noviju inačicu tematske pjesme serije Puna kuća.
U siječnju 2016. glumila je Frenchy u Foxovoj posebnoj televizijskoj inačici mjuzikla Briljantin pod imenom Grease Live!. Za emisiju je izvela novu pjesmu „All I Need Is an Angel”. Dva mjeseca poslije gostovala je na debitantskom albumu skupine the Knocks pod imenom 55. U kolovozu te godine objavila je Emotion: Side B, EP koji sadrži osam odbačenih pjesama prvotno snimljenih za Emotion. Rolling Stone i Pitchfork pohvalili su EP. U svibnju 2017. objavila je singl „Cut to the Feeling”. Tu je pjesmu prvo namjeravala objaviti na Emotionu, ali se na kraju pojavila u animiranom filmu Balerina i Viktor, u kojem je Jepsen posudila glas sporednom liku. Ta se pjesma također pojavila na japanskoj luksuznoj inačici EP-a.

### 2018. – 2020.:Dedicated
Početkom 2018. nastupala je na koncertima prije Katy Perry na njezinoj turneji Witness: The Tour. „Party for One”, prvi singl s njezina četvrtog studijskog albuma, objavljen je u studenome te godine. U veljači 2019. izdana su još dva singla – „Now That I Found You” i „No Drug Like Me” – a nakon njih objavljeni su singlovi „Julien” i „Too Much”. Braun joj je do tada prestao biti menadžer premda je i dalje imala sklopljen ugovor sa Schoolboy Recordsom.
Njezin četvrti studijski album Dedicated izdan je 17. svibnja 2019., a podržala ga je turnejom koja je počela 27. lipnja. U studenome 2019. održala je „koncert za malim stolom” koji je organizirala tvrtka NPR. Dana 21. svibnja 2020. objavila je Dedicated Side B, popratni album na kojem se nalazi još dvanaest pjesama izvorno snimljenih za Dedicated. U listopadu 2020. objavila je singl „It's Not Christmas Till Somebody Cries”, koji je dosegao 11. mjesto na američkoj ljestvici blagdanskih digitalnih pjesama.

### 2021. – danas:The Loneliest TimeiThe Loveliest Time
Nakon objave albuma Dedicated Side B izjavila je da radi na „karantenskom albumu” s Tavishem Croweom. Tijekom nastupa na festivalu Coachella u travnju 2022. premijerno je izvela pjesmu „Western Wind”, koja je objavljena 6. svibnja 2022. kao prvi singl sa šestog studijskog albuma. Dana 3. kolovoza 2022. na društvenim je mrežama potvrdila da će joj se šesti studijski album zvati The Loneliest Time i da će ga izdati 21. listopada 2022. Ubrzo nakon toga objavila je singlove „Beach House” i „Talking to Yourself”. Pjesma „The Loneliest Time”, na kojoj gostuje Rufus Wainwright, objavljena je 8. listopada 2022. kao četvrti i posljednji singl s albuma. Stekla je popularnost na TikToku i uvrštena je na gotovo 200 000 videozapisa, a neke od tih videozapisa izradile su i poznate osobe poput Meghan Trainor. Album je dosegao 18. mjesto na kanadskoj ljestvici albuma, 19. mjesto na ljestvici  Billboard 200 i 16. mjesto na britanskoj ljestvici albuma, čime je postao njezin najuspješniji album u Ujedinjenom Kraljevstvu nakon deset godina. Kako bi podržala album, Jepsen je u rujnu 2022. otišla na turneju The So Nice Tour, tijekom koje je do ožujka 2023. nastupila u Sjevernoj Americi, Europi i Australiji. Jepsen je također snimila tematsku pjesmu za seriju Hello Kitty: Super Style! na platformi Amazon Kids+, koja je objavljena u prosincu 2022.
Dana 23. lipnja 2023., manje od godine dana od objave The Loneliest Timea, Jepsen je objavila singl „Shy Boy” nadahnut discom, čiji je producent James Ford. Za nj je snimljen crno-bijeli spot koji prikazuje Jepsen na spoju. Dana 6. srpnja 2023. službeno je najavila sedmi studijski album The Loveliest Time. Objavljen je 28. srpnja te godine.

## Glazbeni stil i utjecaj
Poznata je po „podrivački pamtljivim stihovima, ugodnim glazbenim aranžmanima i pop-pokusima”. Jepsen je sopran. Paul Bradley u članku za LA Weekly zaključio je da joj je glas „prigušen” i „besprijekoran”, a Maura Johnston izjavila je da joj je glas „prozračan, ali precizan” u članku za Slate.
Izjavila je da su joj roditelji usadili ljubav prema narodnoj glazbi, a kao glazbenike koji su je nadahnjivali tijekom rada na debitantskom albumu izdvojila je Leonarda Cohena, Brucea Springsteena, Jamesa Taylora i Vana Morrisona. Dok je snimala EP Curiosity i drugi studijski album Kiss počela ju je sve više nadahnjivati pop-glazba i dance, a naročito glazba izvođača kao što su Dragonette, Kimbra, La Roux i Robyn. Na Emotion je utjecala pop-glazba glazbenika poput Cyndi Lauper, Madonne i Princea iz osamdesetih.
U nekoliko je navrata hvalila izvođače kao što su Cat Power, Christine and the Queens, Tegan and Sara, Bleachers, Kate Bush, Bob Dylan, Sky Ferreira, Dev Hynes, Solange Knowles, Joni Mitchell, Sinéad O'Connor, Spice Girls i Hank Williams.
Smatra se jednom od ikona kvir-osoba jer je nastupila na nekoliko povorki ponosa i jer su joj brojni obožavatelji homoseksualci u dvadesetima i tridesetima. U ožujku 2013. odbila je nastupiti na nacionalnom zborovanju Američkih izviđača jer im se nisu smjeli pridružiti homoseksualci.

## Diskografija
Studijski albumi
- Tug of War (2008.)
- Kiss (2012.)
- Emotion (2015.)
- Dedicated (2019.)
- Dedicated Side B (2020.)
- The Loneliest Time (2022.)
- The Loveliest Time (2023.)

## Turneje

### Kao glavni izvođač
- The Summer Kiss Tour (2013.)
- Gimmie Love Tour (2015. – 2016.)
- The Dedicated Tour (2019. – 2020.)
- The So Nice Tour (2022. – 2023.)

### Kao jedan od glavnih izvođača
- Beside You Tour (2009.; s Marianas Trenchem, the New Citiesom i the Mission Districtom)

### Kao potpora
- Hanson – Shout It Out World Tour (koncerti u Kanadi) (2012.)
- Justin Bieber – Believe Tour (koncerti u Sjevernoj Americi, Europi i Južnoj Americi) (2012. – 2013.)
- Hedley – Hello World Tour (koncerti u Kanadi) (2016.)
- Katy Perry – Witness: The Tour (koncerti u Sjevernoj Americi) (2018.)
- Boygenius – The Tour (pojedini koncerti u Sjevernoj Americi) (2023.)

## Filmografija
| Godina | Naslov                       | Uloga                     | Bilješke                                                                                                   |
| ------ | ---------------------------- | ------------------------- | --- |
| 2007.  | Canadian Idol                | Ona sama / natjecateljica | Peta sezona: osvojila je treće mjesto                                                                      |
| 2012.  | Novi klinci s Beverly Hillsa | Ona sama                  | Prva epizoda pete sezone: „Dok nas smrt ne rastavi”                                                        |
| 2013.  | Shake It Up                  | Ona sama                  | Deseta epizoda treće sezone: „My Fair Librarian It Up”                                                     |
| 2015.  | Saturday Night Live          | Ona sama / glazbena gošća | Sedamnaesta epizoda 40. sezone                                                                             |
| 2015.  | Castle                       | Ona sama                  | Dvadeset i druga epizoda sedme sezone: „Dead from New York”                                                |
| 2015.  | Comedy Bang! Bang!           | Ona sama                  | Dvadeset i četvrta sezona četvrte sezone: „Carly Rae Jepsen Wears a Chunky Necklace and Black Ankle Boots” |
| 2016.  | Grease Live!                 | Frenchy                   | Posebna epizoda                                                                                            |
| 2016.  | Punija kuća                  | Izvođačica glazbe         | Tematska pjesma                                                                                            |
| 2022.  | Hello Kitty: Super Style!    | Izvođačica glazbe         | Tematska pjesma                                                                                            |

| Godina | Naslov               | Uloga    | Bilješke                          |
| ------ | -------------------- | -------- | --------------------------------- |
| 2013.  | Lennon ili McCartney | Ona sama | Kratki film; isječak iz intervjua |
| 2016.  | Balerina i Viktor    | Odette   | Glasovna uloga                    |

| Godina | Naslov    | Uloga | Bilješke            |
| ------ | --------- | ----- | ------------------- |
| 2014.  | Pepeljuga | Ella  | Nastup na Broadwayu |

## Vanjske poveznice

### Sestrinski projekti
|  | Zajednički poslužitelj ima još gradiva o temi Carly Rae Jepsen |

### Mrežna mjesta
- Službene stranice
- Carly Rae Jepsen na AllMusicu
- Carly Rae Jepsen na IMDb-u